# Pachyneura fasciata
Pachyneura fasciata is een muggensoort uit de familie van de Pachyneuridae. De wetenschappelijke naam van de soort is voor het eerst geldig gepubliceerd in 1838 door Zetterstedt.